# Ricardo Guillén
Ricardo Guillén Mendoza (Santa Cruz de Tenerife, Canarias; 17 de junio de 1976) es un exjugador de baloncesto español, que ocupaba la posición de ala-pívot. 
Tras siete temporadas en la liga LEB, se convierte en el máximo anotador de la historia de la competición. También se dedica a un proyecto de creación de escuelas de baloncesto.

## Historial
- Tenerife AB. Categorías inferiores.
- Mayoral Maristas. Categorías inferiores.
- 1993-94 Primera División. Unicaja.
- 1994-95 EBA. Unicaja.
- 1994-95 ACB. Unicaja.
- 1995-96 EBA. Unicaja.
- 1995-99 ACB. Unicaja.
- 1999-00 ACB. CB León.
- 2000-01 ACB. Gijón Baloncesto.
- 2001-02 ACB. CB Gran Canaria.
- 2002-03 ACB. CB Granada. (Cortado tras 11 partidos)
- 2002-03 ACB. CB Gran Canaria.
- 2003-04 ACB. Tenerife Club de Baloncesto.
- 2004-05 LEB. CB Algeciras.
- 2005-07 LEB. Club Baloncesto Villa Los Barrios
- 2007-08 LEB. Alerta Cantabria Lobos
- 2008-09 LEB. Club Baloncesto Villa Los Barrios
- 2009-10 LEB. Ciudad de La Laguna Canarias
- 2010-11 LEB. Iberostar Canarias
- 2011-12 LEB. Iberostar Canarias
- 2012-13 ACB. Club Baloncesto Canarias
- 2013-14 LEB. Club Baloncesto Axarquía
- 2013-14 ACB. Obradoiro Clube de Amigos do Baloncesto
- 2014-15 LEB. Club Baloncesto Axarquía
- 2015-16 LEB. Palma Air Europa
- 2016-17 Primera Nacional. Club Baloncesto Marbella
- 2017-18 EBA. Club Baloncesto Marbella

## Palmarés
- 1994. Eurobasket Junior. Selección de España. Tel Aviv. Medalla de Bronce.Nominado como mejor jugador del campeonato.
- 1994-95. Subcampeonato de Liga ACB con Unicaja.
- 1995. Mundobasket Junior. Selección de España. Atenas. Medalla de Bronce.
- 1996. Eurobasket sub-22. Selección de España. Estambul. Medalla de Plata.[2]
- 2011-12. Copa del Príncipe con Iberostar Canarias.
- 2011-12. Liga LEB Oro con Iberostar Canarias.